# Jean-Michel Delacomptée
Jean-Michel Delacomptée est un écrivain français, auteur d'essais, de portraits littéraires et de romans, né le 25 avril 1948.

## Biographie
Écrivain et essayiste, Jean-Michel Delacomptée a travaillé pendant vingt ans dans le domaine de la diplomatie culturelle à Paris et à l'étranger (Laos, Japon, Jérusalem). Il a ensuite enseigné la littérature française à l'université Bordeaux-Montaigne à Bordeaux, puis, de 2001 à 2012, à l'université Paris-VIII. Il a dirigé chez Gallimard la collection « Nos vies ».  

## L'œuvre littéraire
Sa production d’écrivain consiste principalement en des portraits littéraires de personnages historiques et de gens de lettres. Personnages historiques : Henriette d’Angleterre avec Madame la Cour la Mort (1992), François II avec Le Roi Miniature (2000), Ambroise Paré avec Ambroise Paré La main savante (2007). Gens de lettres : La Boétie et Montaigne avec Et qu’un seul soit l’ami (1995), Racine  avec Racine en majesté (1999), Mme de Motteville avec Je ne serai peintre que pour elle (2003), Bossuet avec Langue morte, Bossuet (2009), Saint-Simon avec La grandeur, Saint-Simon (2011) .
À l’exception du Racine en majesté paru chez Flammarion, ces ouvrages ont tous été publiés chez Gallimard dans la collection « L’un et l’autre » créée et dirigée par Jean-Bertrand Lefèvre-Pontalis.
Il s’agit de portraits littéraires et non de biographies. Ces portraits usent en effet d’une écriture narrative qui, sans recours à la fiction, tend à effacer la frontière conventionnelle entre le récit romanesque, l’érudition biographique et l’esprit d’analyse propre à l’essai. Extérieurs à tout genre spécifique, n'entrant dans aucun classement prédéfini, ils relèvent de la littérature générale tant par la liberté de leur composition que par l’importance accordée au style, sans lequel, selon Delacomptée, « une œuvre ne saurait se prétendre littéraire ».
À ces portraits s'est ajouté en 2014 Écrire pour quelqu'un, dernier livre publié dans « L'un et l'autre », la collection prenant fin avec la mort de Jean-Bertrand Pontalis. Dans ce livre, Jean-Michel Delacomptée revisite son propre passé à travers l'évocation de ses parents, tout en explorant la question du père (qu'est-ce qu'un père ?), avec des descriptions et commentaires au sujet de la banlieue, de la littérature, de la gratitude, en un entrelacement de thèmes destiné à ouvrir le récit sur des horizons plus larges qu'une aventure personnelle.
En 2011, Jean-Michel Delacomptée  publie une préface au Discours de la Momie et de la Licorne d’Ambroise Paré, ainsi qu’un Petit éloge des amoureux du silence dans la collection « Folio ». En avril 2012, Jean-Michel Delacomptée a également publié chez Gallimard, dans la collection « Le Promeneur », un commentaire de la Lettre de Montaigne à son père sur la mort d’Étienne de La Boétie, 
Il a publié en 2012 chez Arlea Passions. La Princesse de Clèves, proposant une lecture du roman de Madame de Lafayette. En 2015, il a publié chez Fayard Adieu Montaigne, qui s'interroge sur le succès toujours actuel de l'auteur des Essais, dont il propose une approche attentive à l'époque où Montaigne écrivait.  En 2016, il a publié aux éditions Robert Laffont une Lettre de consolation à un ami écrivain où, posant la question de la réception des œuvres, il s'étonne avec humour et gravité de l'obscurité dont souffrent nombre de romans jugées de haut vol, contrairement au battage médiatique autour d’œuvres plus mineures.  En 2018, à nouveau chez Fayard, il a publié Notre langue française, réflexion sur l'évolution de notre idiome, dont il souligne l'origine écrite et poétique, avant d'insister sur les dommages qui la menacent, notamment l'uniformité des médias, l'écriture inclusive, ou la novlangue technique et managériale.
Par ailleurs, il a publié deux romans chez Calmann-Lévy, Jalousies en 2004, histoire de deux jaloux obsessionnels, et en 2006 La vie de bureau, roman dont le héros, employé dans un cabinet juridique, et amoureux d'une stagiaire américaine, abhorre autant le bruit qu'il aime l'art des baisers, dont il fait un brûlant éloge.
Il a également publié un roman de facture très différente, sous le pseudonyme de Jacques Sarthor, Les Affreux, aux éditions Robert Laffont (2016), où il prévoit, dans un argot lyrique, l'activisme d'ultra-droitiers sur fond de terrorisme islamique. Il a ensuite publié en 2017, sous son nom, chez Robert Laffont, Le sacrifice des dames, roman consacré à une héroïne purement fictive dans une Hongrie du XVIe siècle largement imaginaire, et qui, placé sous le signe de Machiavel et du jeu d'échecs, pose la question de savoir si une loi morale peut limiter l'usage de la violence dans la défense de la patrie.
En août 2019, il a publié un portrait de La Bruyère chez Robert Laffont, dans la collection Le Passe-murailles, intitulé La Bruyère, portrait de nous-mêmes, qui éclaire la vie du moraliste et son oeuvre, Les Caractères, dans un style à la fois dense et clair, avec un souci de la narration qui rapproche ce portrait d'un roman.
En 2020, toujours chez Robert Laffont, dans la collection « Le Passe-murailles », il a publié un roman-théâtre intitulé Cabale à la cour, qui met aux prises Saint-Simon (l'auteur des Mémoires) et son ami le Duc d'Orléans, neveu de Louis XIV et futur régent, menacé d'un procès pour haute trahison, et que Saint-Simon veut sauver.
En 2021, il publie chez Fayard un essai intitulé Les hommes et les femmes, notes sur l'esprit du temps, qui analyse en profondeur la révolution des mœurs en cours, en particulier les mouvements woke, LGBTQIA+ et néo-féministes et leurs conséquences.

## Publications

### Œuvre personnelle
- Éloge du Présent, poèmes, éditions Pierre-Émile, 1979.
- Madame la cour la mort, Gallimard, « L’un et l’autre », 1992.
- Et qu'un seul soit l'ami, Gallimard, « L’un et l’autre », 1995.
- Racine en majesté, Flammarion, 1999.
- Le Roi miniature, Gallimard, « L’un et l’autre », 2000.
- Je ne serai peintre que pour elle, Gallimard, « L’un et l’autre », 2003.
- Jalousies, Roman, Calmann-Lévy, 2004.
- La Vie de bureau, Roman, Calmann-Lévy, 2006.
- Ambroise Paré, la main savante, Gallimard, « L’un et l’autre », 2007.
- Langue morte, Bossuet, Gallimard, « L’un et l’autre », 2009.
- Petit éloge des amoureux du silence, Gallimard, « Petits éloges », 2011.
- La Grandeur Saint-Simon, Gallimard, « L’un et l’autre », 2011. Prix Louis-Barthou de l’Académie française 2012, prix Historia de la biographie historique 2012, prix Charles Oulmont de la Fondation de France[16]).Passions, la Princesse de Clèves, Arléa, 2012.
- Écrire pour quelqu'un, Gallimard, « L'un et l'autre », 2014.
- Adieu Montaigne, Fayard, 2015.
- Les Affreux (sous le pseudonyme de Jacques Sarthor), Robert Laffont, 2016.
- Lettre de consolation à un ami écrivain, Robert Laffont, 2016.
- Le Sacrifice des dames, Robert Laffont, 2017.
- Notre langue française, Fayard, 2018 (Grand prix Hervé Deluen de l'Académie française)
- La Bruyère, portrait de nous-mêmes, Robert Laffont, 2019, coll. « Les passe-murailles »
- Cabale à la cour, Robert Laffont, 2020, coll. « Les passe-murailles »
- Les hommes et les femmes, notes sur l'esprit du temps, Fayard, 2021
- La Fontaine, portrait d'un pommier en fleur, le Cherche-Midi, 2023.
- Fermez le ban, Presses de la Cité, 2024.
- Grandeur de l'esprit français : Dix portraits d'Ambroise Paré à Saint-Simon, préface de Chantal Thomas et de Guy Boley, le Cherche-Midi, 2025.

### Préfaces et commentaires
- Édition et présentation des Chronique de la Fronde, Mémoires de Mme de Motteville, Mercure de France, « Le temps retrouvé », 2003.
- Édition et présentation de Ambroise Paré, Discours de la momie et de la Licorne, Gallimard, « Le Promeneur », 2011.
- Préface et commentaire de Montaigne, Lettre à son père sur la mort d’Etienne de La Boétie, Gallimard, « Le Promeneur », 2012.
- « Mme de Clèves, prénom Emma », article paru dans Approches : Des soins au soin (revue), Paris (no 157), mars 2014 (présentation en ligne, lire en ligne)
- « Deux collections en miroir », article sur J.-B. Pontalis, Approches : J.-B. Pontalis (revue), Paris, décembre 2014, 240 p. (présentation en ligne, lire en ligne)

### Articles
- « Les métaphores farouches », un article d'André Rollin, publié dans le Canard enchaîné du 23 novembre 2011, au sujet de La Grandeur, Saint-Simon (2011)
- « Saint-Simon et nous », un article et un entretien recueilli par Marie-Laure Delorme dans Le Journal du dimanche du 27 novembre 2011